# 기니피그
기니피그(guinea pig 또는 cavy)는 인기 있는 가축이면서 실험용 또는 반려용으로 많이 키우고 원산지인 남미에서는 가축으로 식용으로 사용하는 동물로, "꾸이"라고 부른다. 원래 집단생활을 하는 동물로 발달된 사회구조를 이루고 있다. 햄스터와 비슷하게 생겼으며, 휘파람소리처럼 특이한 울음소리를 내어 동료들끼리 신호를 보낸다. 동료들끼리 사이가 좋기 때문에 두 마리 이상 사육하여도 된다. 기니피그의 눈은 좌우로 상당히 떨어져 있기 때문에 뒤쪽까지도 볼 수 있다. 또, 털은 2.5cm 정도로 긴 편이고, 코는 대체로 연한 분홍색이다. 성질이
온순하고 주인 말을 잘 따르기 때문에 키우기 쉬운 애완동물 중의 하나이다. 특히 일본에서는 기니피그를 모르모트(일본어: モルモット)라고 부르는데, 이것은 네덜란드에서 기니피그를 비슷하게 생긴 유럽 원산의 동물 마르모트(Marmotte, 마멋)으로 오해하여 일컫던 것이 일본에 그대로 전해져 정착한 명칭이다.

## 품종
아메리칸(아메리칸은 잉글리시와 비슷하게 생겼지만 다른 품종이다), 페루비안, 아비시니안, 스키니피그, 실키, 룬칼야, 테디, 알파카 등의 품종의 기니피그가 있다.

## 생식
번식기는 1년에 한두 번으로, 임신 기간은 약 75일이며 한 번에 1-8 마리의 새끼를 낳는다. 집에서 기르는 경우는 1년 내내 번식을 시킬 수 있지만, 역시 가장 좋은 시기는 봄이다. 새끼는 완전한 모양을 갖춘 뒤에 태어나며, 눈도 태어났을 때부터 뜬다. 몸무게는 약 100g이며, 태어난 지 두 세 시간이 지나면 벌써 달리기 시작할 정도로 활발하다. 처음 3주일 간은 젖을 계속 먹다가, 두 세 달이 지나면 성숙해진다.

## 키우는 법
고르기
유기 기니피그, 가정분양 기니피그를 분양 받거나 신뢰할 수 있는 분양업자에게 분양 받는다.
기르기 준비
케이지의 크기는 넓을수록 좋다.기니피그들은 뛰어다니는것을 좋아한다. 케이지는 보통 페인트칠 된 벽이 높은 철창 케이지를 이용하는데 잘못하면 기니피그들이 페인트의 유해성분을 먹을 수 있으니, 웬만하면 도색이 안된 철창을 추천한다. 바닥에 베딩을 깔아주거나(호흡기가 안 좋아지니 추천하지 않는다) 배변패드를 깔아주고, 화장실을 가린다면 천이나 미끄럼방지패드를 깔아 키워주면 된다. (신문지는 지저분 하기에 절대로 깔아주면 안된다. 기니피그는 화장실을 잘 가린다) 케이지에는 볼 급수기를 갖춰야 한다. 볼 급수기는 대형 마트에서 쉽게 구할 수 있다. 그리고 기니피그가 적응을 할 수 있게 적어도 최소 1주 정도는 만지거나 건들지 않는게 좋다(안그러면 스트레스로 일찍 죽을 가능성이 높다).
돌보기
케이지를 자주 청소하여 항상 깨끗이 한다. 기니피그의 건강에 유익한 온도는 18도에서 23도까지이다. 습기와 지나친 더위에 약하므로 주의하여야 한다. 기니피그는 보통 화장실을 잘 가리는데, 특히 오줌은 일정한 구석에서 싼다. 하지만 대변의 경우 항문 괄약근이 약해서 여기저기 흘려서 자주 청소를 요한다. 새끼는 그대로 함께 키워도 무방하다.(하지만 일정시기(어미의 젖을 먹는 시기)가 지나면 둘이 싸울수도 있다.) 뿐만 아니라 임신을 하였거나 육아중일 때라도 다른 기니피그와 함께 두어도 큰 지장이 없다.(하지만 모든 기니피그들은 케바케이므로 싸우면 바로 분리 시켜서 따로 관리해주어야하니 2마리 입양은 신중히 생각하자) 목욕은 더러워졌을때만 시키는데 너무 자주 시키면 도리어 해롭다.(일년에 2-3번이 적당하다)목욕이 끝나면 털을 잘 말려 주고 따뜻하게 해준다.
먹이 주기
기니피그의 주식은 건초인데, 알팔파 건초와 티모시 건초로 나뉜다. 알팔파 건초는 보통 6개월전까지 먹이고 티모시 건초는 6개월 이후에 먹인다. 알팔파나 티모시를 먹일 땐 최대 무한증정을 해주어야 하고 기니피그의 사료인 펠렛은 건초든 사료든 옥스보우가 제일 낫다(크래쉬따는 절대 안된다). 기니피그는 체내에서 비타민 C를 합성하지 못하므로 비타민 C가 많이 함유된 먹이를 주어야 한다. 물은 충분히 주어야 하나 채소 등 물기가 많은 먹이를 너무 많이 주면 설사를 하므로 주의하여야 한다.(성체 기니 기준 하루에 상추 2잎-3잎 정도가 적당하다.) 먹이를 줄 때면 늘 종을 치거나 (종소리는 익숙해지기전엔 놀랄수도 있으니 주의하자)바닥을 두드린다. 이 훈련을 1주일 정도 계속하면 종소리나 바닥을 두드리는 소리만 듣고도 먹이를 먹으려고 달려온다(이때 이름을 부르면 오게 할 수 있다). 식성은 채식이므로 곡물류는 주면 안 된다.